# Вороніж
Воро́ніж — селище в Україні, у Шосткинській міській громаді Шосткинського району Сумської області. Розташовано на обох берегах річки Осоти.
15 вересня 2007 року селище Вороніж відсвяткувало своє 830-річчя.

## Географія
Селище міського типу Вороніж знаходиться на березі річки Осоти, вище за течією на відстані 3 км розташоване село Гукове, нижче за течією на відстані 2 км розташоване село Масиків. На річці кілька загат (Сташанський став, Заводський став). Через селище проходять автомобільна дорога Т 1907 і кілька гілок залізниці, станції Терещенська, Осота і Бригадний.

## Історія

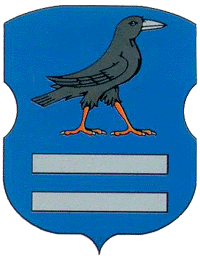
Герб Воронежа часів Гетьманщини

Територія сучасного Воронежа була заселена з давніх часів. Поблизу нього знайдені кременеві знаряддя пізнього палеоліту (15 тис. років тому), а також виявлено поселення часів бронзи, скіфських часів, слов'янські VII—VIII століть і староруський курганний могильник. Існує думка, що згадане в літописі від 1177 р. місто Воронеж це сучасне смт Вороніж.
Чимало є гіпотез про виникнення назви селища. Найімовірніша, це В. П. Загоровського, який писав: «Він був заснований людиною за ім'ям «Воронег» приблизно в ІХ ст.». А народний переказ говорить про те, що жителі селища не витримували більше напади жорстоких татар, які грабували і вбивали. Отож, вони побудували захисні укріплення від них. І в тяжкі часи облоги, коли у селищі панував голод, люди вбивали тих птахів, зокрема воронів, які залітали в поселення. Звідси і пішла назва — «Вороніж».
| | "… на узвишші вирізнялось на блакитному тлі неба знайома сторожова огорожа, її завершували чотирикутні вежі з гострими остішками. З трьох боків узвишшя оточували ліси, а з четвертого до нього прилягала низьким рівним берегом тиховодна річка, що омивала селище. Засіки, частоколи, завали, потайні глибокі ями звідусіль перекривали підходи до Воронежу, аби нападники не мали змоги непомітно напасти на селище…" |
| — ось таким чином постає Вороніж у художньому творі Воронізького письменника Василя Іващенка "За рікою, за Десною". | |

У 1283 році є згадка про воронізькі ліси, у яких переховувались липецький князь Святослав від татарського збирача податків Ахмата.
Далі історія не відома до XVII століття. Припускається, що він був знищений і довгий час не відбудовувався.
На початку XVII століття тут виникає хутір Вороніж, коли Пісочинський заселяв південно-східну частину Ніжинського полку. Імовірно що Вороніж виник з білямлинового хутора, що осів на березі річки Осоти, при дорозі, якою їздили посеймські села на базар в Новгород-Сіверський.
Коли Україна об'єдналась з Московським царством, 1654 року став сотенним містом Ніжинського полку. 1664 знищений армією польського короля Яна ІІ Казиміра, але в часи сотникування Сави Прокоповича відновлений. Відбудова сталась завдяки тому, що російський уряд звільнив воронежців від сплати податків на десять років. При цьому відновленні селище було обнесено валом, частини якого збереглися до сьогодні.
У період Гетьманщини містечко мало власну символіку — печатку з гербом: у щиті — ворон (символ, що відтворює назву поселення), під яким два геральдичні вруби (бруски). Цією печаткою засвідчувалися документи як міського уряду (ратуші), так і сотенної канцелярії.
18 лютого 1664 року під час походу армії короля Яна II Казиміра в околицях Воронежу російські війська князя Григорія Ромодановського розбили війська коронного гетьмана Стефана Чарнецького.
У часи Російської імперії Вороніж був містечком Глухівського повіту Новгород-Сіверського намісництва, а з 1802 року — Чернігівської губернії. Під час франко-російської війни тут було сформовано 4-й козацький полк.
1859 року у містечку козацькому та власницькому, центрі Воронізької волості Глухівського повіту Чернігівської губернії, мешкало 3516 осіб (1713 осіб чоловічої статі та 1803 — жіночої), налічувалось 527 дворових господарства, існували 7 православних церков, приходське училище, ратуша, поштова станція, 3 ярмарки, базари, 2 винокурних заводи, 2 цукрових заводи.
Протягом XVIII століття воронежці були закріпачені. Проте жорсткі приниження й безправність викликали серед народу хвилі незадоволень, які часто вливались у відкриті виступи проти російських пригноблювачів, тому і виник дружинний народник месник, селянин за походженням Семен Гаркуша.

Панорама Воронежа (29 березня 2009 року)

Вороніж постраждав внаслідок геноциду українського народу, проведеного урядом СРСР в 1932—1933 роках.

### Вороніж під час Другої світової війни
Після того, як нацисти захопили селище, вони відразу ж розстріляли шістьох євреїв, які проживали у селищі.
Дуже часто над селищем відбувались повітряні бої.
Жителі Воронежа брали активну участь у Другій світовій війні. 31 вороніжців брали участь у захопленні Берліна. Серед них була Марія Дмитрівна Самойленко, яка після окупації селища, добровільно пішла на фронт. Її взяли зв'язківцем до артилерійської бригади, де вона налагоджувала пошкоджений зв'язок. Приблизно 600 вороніжців не повернулись з війни.

### Післявоєнний період
За післявоєнний період в Воронежі споруджено приміщення поліклініки, лікарні на 50 ліжок. В медичних закладах працювало 10 лікарів і понад 50 середнього медперсоналу. В селищі працювало 2 середні й 2 восьмирічні школи, у яких навчалися 2 тис. учнів і викладали понад 100 вчителів.
05.02.1965 Указом Президії Верховної Ради Української РСР передано Воронізьку селищну Раду Кролевецького району до складу Шосткинського району.
Економіка селища продовжувала розвиватись. Протягом 1960—1970 років повністю реконструйовано цукровий завод. В 1979 р. у порівнянні з 1970 р. випуск цукру збільшився на 20200 центнерів.
У 1974 році на базі чотирьох колгоспів і цукрового заводу створений Шосткинський цукровий комбінат. 1979 року радгосп комбінату розділено на два — «Шосткинський» і «Придеснянський». Перший спеціалізувався на виробництві яловичини, другий — на виробництві м'яса птиці. Успішно працювала міжгосподарська будівельна організація № 18, яка була створена 1962 року. За самовіддану працю 143 жителі селища удостоєні орденів і медалей СРСР. Серед них — 3 ордени Леніна, 2 — Жовтневої революції, 10 — Трудового Червоного Прапора. Вчителям І. Л. Круку та С. Т. Дяденку було присвоєно звання Заслуженого вчителя УРСР.
В 70 — 80-х роках у Воронежі були збудовані п'яти, чотирьох та двоповерхові будинки, двоповерхова поліклініка, універмаг, дитсадки. В селищі успішно працювали цукровий завод з невеличким підсобним господарством, хлібозавод та невеличка хлібопекарня, комбікормовий завод, невеликий ковбасний цех, мехлісодільниця, радгоспи «Придеснянський» та «Шосткинський», три школи — середня та дві восьмирічні, 5 дитсадків та ін. У 1989 році збудоване нове чотириповерхове приміщення середньої школи № 1 з обладнаним комп'ютерним класом. У 1990 р. на території школи № 1 відкрито пам'ятний знак, присвячений П. О. Кулішу, ім'я якого носить школа.

### Російське вторгнення в Україну 2022
Близько 19 години 10 травня військові РФ завдали двох ракетно-бомбових ударів по селищу Вороніж. Ймовірно, це були СУ-30СМ, повідомили в пресслужбі оперативного командування "Північ". Обійшлося без людських жертв, — зазначив голова обласної військової адміністрації Дмитро Живицький. Наступного дня голова Шосткинської громади Микола Нога повідомив про ушкодження 21 будинку та 43 квартир.

## Населення

### Чисельність населення
| 1959 | 1979 | 1989 | 2001 | 2016 |
| ---- | ---- | ---- | ---- | ---- |
| 8886 | 9529 | 9108 | 7547 | 7028 |

### Національний склад(2001)
| українці | росіяни |
| -------- | ------- |
| 93,8 %   | 5,2 %   |

### Розподіл населення за рідною мовою(2001)
Розподіл населення за рідною мовою за даними перепису 2001 року:
| Мова            | Кількість | Відсоток |
| --------------- | --------- | -------- |
| українська      | 7232      | 94.51%   |
| російська       | 392       | 5.12%    |
| циганська       | 10        | 0.13%    |
| білоруська      | 7         | 0.10%    |
| угорська        | 1         | 0.01%    |
| румунська       | 1         | 0.01%    |
| гагаузька       | 1         | 0.01%    |
| інші/не вказали | 8         | 0.11%    |
| Усього          | 7652      | 100%     |

## Духовна пам'ять і спадок селища

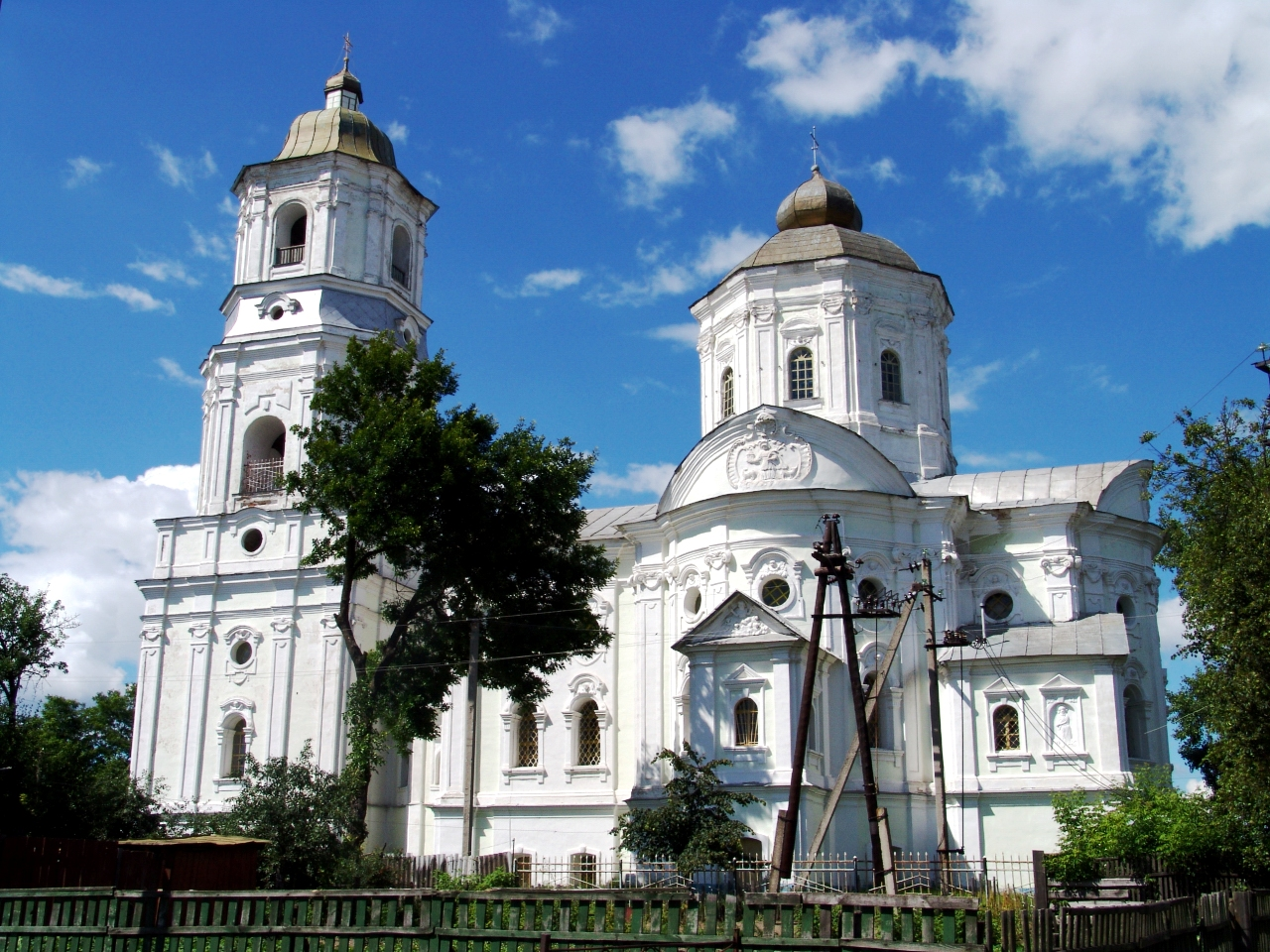
Михайлівська церква

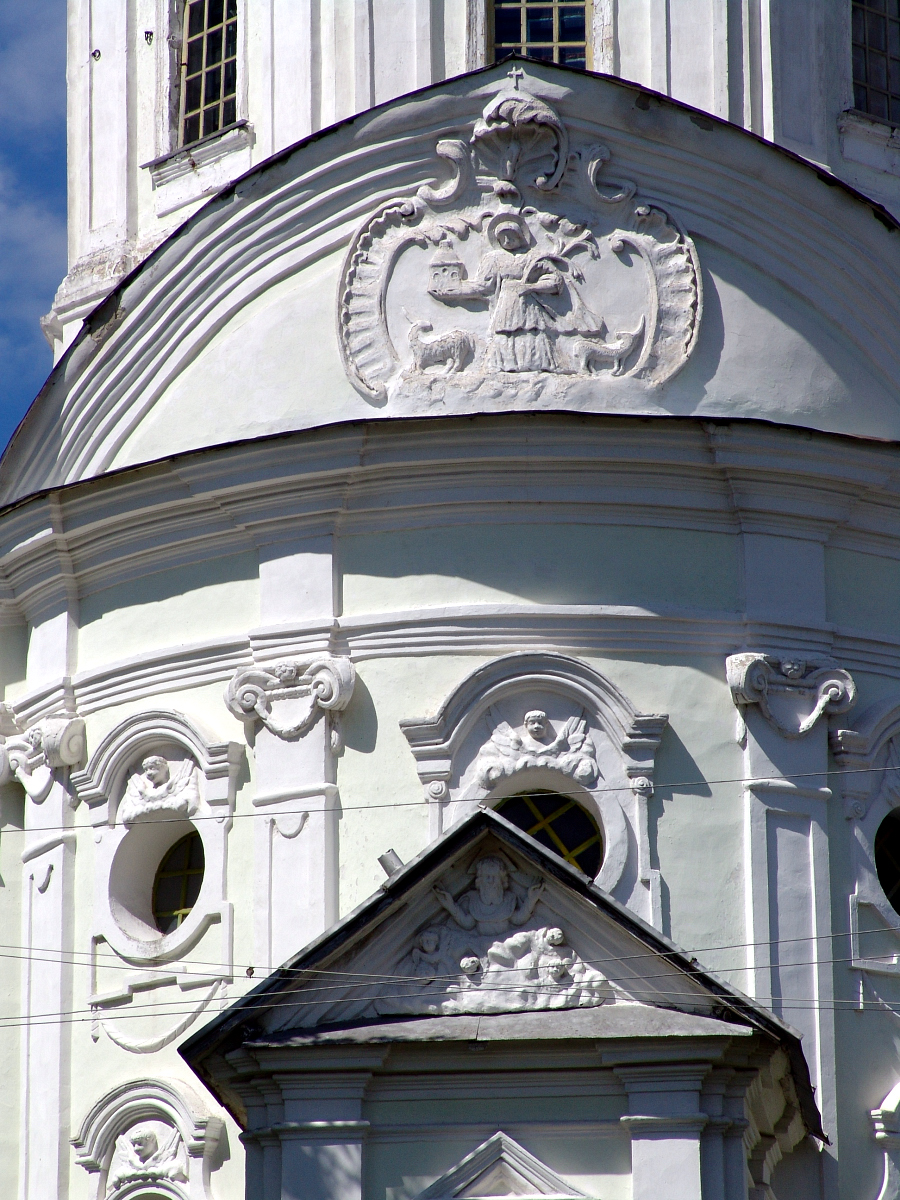
Декор Михайлівської церкви

За даними краєзнавців та історичних джерел у Воронежі було 7 церков:
- Найбільш стародавньою була Церква Святого Миколая, час побудови якої невідомий. Спочатку це була дерев'яна споруда. А потім на цьому ж місці побудували кам'яну, для чого було розібрано вежу фортеці і багато інших кам'яних споруд, що використовувались для збереження казни, пороху і зброї.
- Михайлівська церква — архітектурна пам'ятка, збережена як одна єдина у своєму роді на Лівобережній Україні, знаходиться під охороною держави. . Всередині церкву розмальовували українські художники Микола Іванович, Олександр Мурашко.
- На перехресті сучасних вулиць Соборної і Спаської знаходиться Спасо-Преображенська церква, збудована у 1783 році. За роки радянської влади довгий час вона використовувалась як склад. Дзвіниця у 1968 р. була розібрана для побудови печей на цегельні. Церква нині діюча і дзвіниця відбудована.
- На сучасній вулиці Київської знаходиться ще одна діюча церква — Покровська. Вона збудована 1854. В роки радянської влади була переобладнана під клуб.
- Михайлівська церква була збудована у 1705 році. Через небезпеку завалу вона була розібрана 1775 року.
- Троїцька церква була не менш давня, аніж Михайлівська. Вона находилась на перехресті сучасних вулиць Соборної та Шевченка. У 1779 році було закладено Троїцьку церкву. Час закінчення її побудови невідомий, проте визначна вона тим, що в ній до самої своєї смерті правив служби батько вчителя відомого українського письменника Миколи Гоголя — Григорій Кульжинський. Біля цієї церкви його й поховали. У 1892 році Троїцька церква була продана в село Любитове на Сеймі[12]
- Успенська церква була кам'яною, вона знаходилась у центрі Воронежа, біля нинішнього універмагу. Її збудували 1833 року, а руйнували у 1920-30 роках.
- Трьохсвятительська церква знаходилась на перехресті сучасних вулиць П. Куліша та Зарічної. Час її будівництва невідомий. Примітна вона тим, що в ній 27 липня за старим стилем 1819 року хрестили Пантелеймона Куліша. Трьохсвятительська церква була знищена наприкінці сорокових років XX століття. Залишки мурованих стін, що вціліли після тридцятих років, зрівняли із землею бульдозерами.

### Пам'ятки архітектури, що збереглися
В Вороніжі розташовані Спасо-Преображенська церква (1779 р.) та Михайлівська (1781 р.) церкви. Михайлівська церква у Воронежі є архітектурним шедевром пізнього бароко.

### Пам'ятки народної творчості
Народна творчість мешканців Воронежа була предметом зацікавлення Пантелеймона Куліша, а 1926 в Санкт-Петербурзі цьому питанню було присвячену цілу доповідь І. Абрамова «Народне тлумачення снів за матеріялами зібраними у м. Вороніжі на Чернігівщині», яка була виголошена на засіданні Українського Наукового Товариства.

### Пам'ятки природи

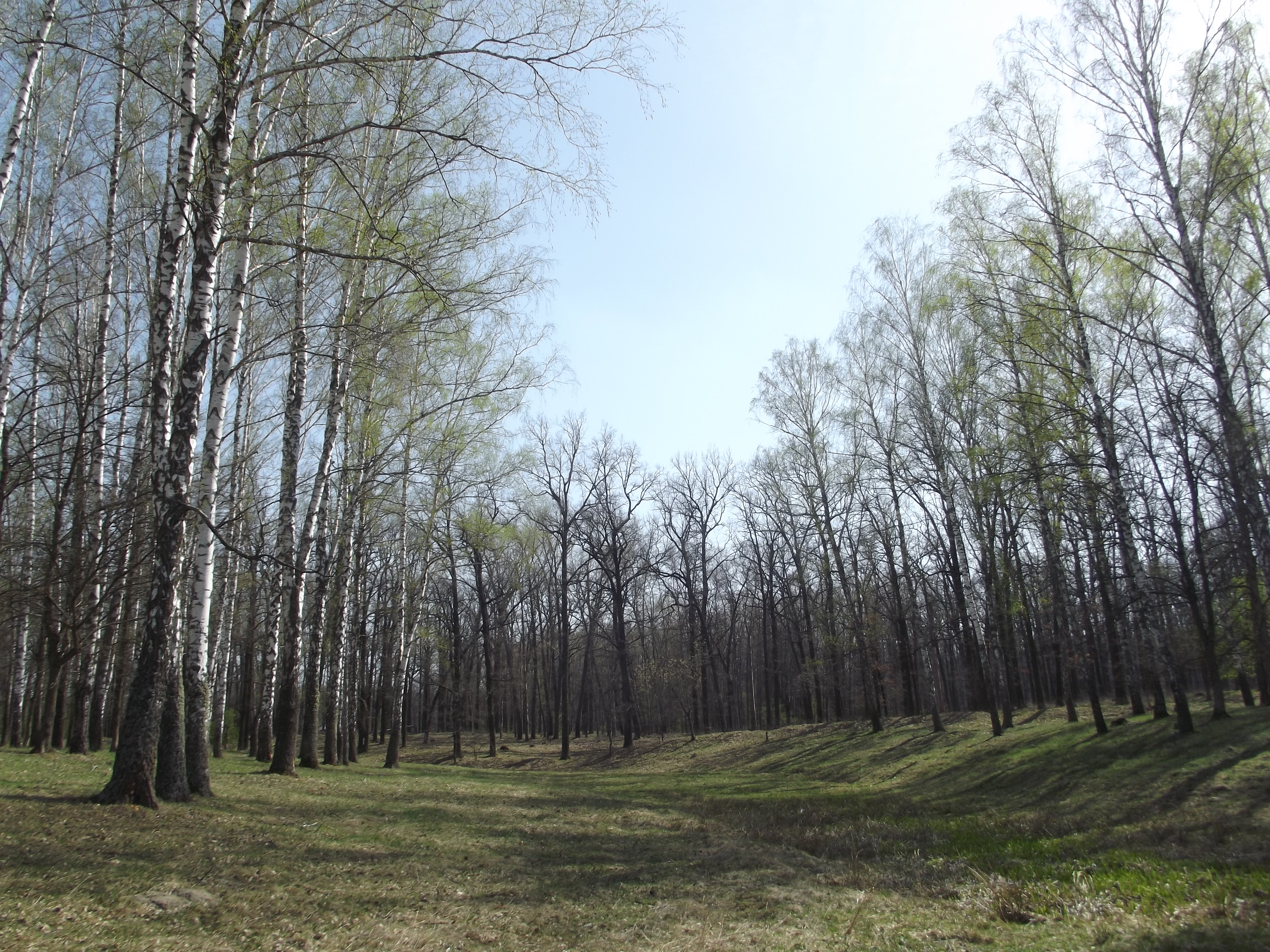
Воронізький заказник

- «Воронізький» — ботанічний заказник місцевого значення.

## Промисловість
У Воронежі розвинута харчова промисловість, деревообробна та будівельна. Тут виробляють макарони, соняшникове насіння, рибні пресерви, копчену рибу, вироби з бетону та деревини.

## Військо
З 23 жовтня 2016 року поблизу смт. Вороніж Шосткинського району Сумської області розташовується підрозділ 58-мої окремої мотопіхотної бригади — 13-й окремий мотопіхотний батальйон, для якого селище є постійним місцем дислокації. Батальйон розташовується на колишньому місці дислокації одної із розформованих в/ч залізничних військ.

## Відомі люди

### Народилися
- Абрамов Іван Свиридонович— український фольклорист, етнограф, історик, літературознавець, краєзнавець.
- Бабич Роман Васильович (1985—2023) — лейтенант гвардії Збройних сил України, учасник російсько-української війни. Народний Герой України[14].
- Бардаков Павло Сергійович — український військовик, учасник російсько-української війни[15].
- Безверхий Андрій Володимирович— український військовик, учасник російсько-української війни[16].
- Богатирьов Микола Олегович — український військовик, учасник російсько-української війни[17].
- Божко Олександр Юхимович (1905—1970) — український молодіжний та громадський діяч у Харбіні (Китай), професор Каліфорнійського унверситету в Берклі (США)
- Вдовенко Олексій Віталійович — український військовик, учасник російсько-української війни[18].
- Ганжа Сергій Миколайович — український військовик, учасник російсько-української війни[19].
- Годунов Євгеній Володимирович — український військовик, учасник російсько-української війни[20].
- Гречко Сергій Олександрович— український військовик, учасник російсько-української війни[21].
- Гудимович Анастасія — зв'язкова штабу Армії Української Народної Республіки.
- Микола Кузьмич Іванов — український та італійський оперний співак, тенор.
- Іващенко Василь Іванович — письменник, автор книг «Микола Кибальчич», «На нього чекала Галактика» та «За річкою, за Дунаєм».
- Котляров Прокіп Степанович — український культурний діяч, письменник, поет і драматург.
- Тарасенко Іван Васильович — депутат Державної думи I скликання від Чернігівської губернії.
- Петро Омелянович Чуйкевич — педагог і етнограф.
- Фрадкін Бенціон Вульфович (1870—1938) — єврейський поет, драматург і перекладач.
- 1819 — видатний український письменник, фольклорист, етнограф, мовознавець, перекладач, критик, редактор і видавець Пантелеймон Олександрович Куліш.

### Проживали
- Ведмідь Станіслав Олександрович — український військовик, учасник російсько-української війни[22].
- Виходець Володимир Васильович — український військовик, учасник російсько-української війни[23].
- Шевченко Віталій Васильович (1981—2022) — солдат Національної гвардії України, учасник російсько-української війни.